# 37年
| 千纪： | 1千纪                                                                                |
| 世纪： | 前1世纪 \| 1世纪 \| 2世纪                                                            |
| 年代： | 0年代 \| 10年代 \| 20年代 \| 30年代 \| 40年代 \| 50年代 \| 60年代                    |
| 年份： | 32年 \| 33年 \| 34年 \| 35年 \| 36年 \| 37年 \| 38年 \| 39年 \| 40年 \| 41年 \| 42年 |
| 纪年： | 东汉建武十三年                                                                       |

## 大事记
- 中国
  - 漢軍擊敗盧芳，東漢成為全國性政權，盧芳逃入匈奴，汉光武帝实现全国统一。
- 罗马帝国
  - 提贝里乌斯之侄孙盖约·凯萨·日耳曼尼卡斯嗣位，绰号卡利古拉。

## 各国领袖

### 非洲
- 库施
  - 国王：Pisakar（30年－40年）
- 毛里塔尼亚
  - 国王：Ptolemy（23年－40年）

### 亚洲
- 中国
  - 东汉：
    - 皇帝：汉光武帝（25年－57年）

  - 割据势力：卢芳
- 匈奴
  - 单于：呼都而尸道皋若鞮单于（18年－46年）
- 朝鲜
  - 百济：
    - 国王：多娄王（28年－77年）

  - 高句丽：
    - 国王：大武神王（18年－44年）

  - 新罗：
    - 国王：儒理尼师今（24年－57年）
- 贵霜帝国
  - 国王：丘就却（30年－80年）

### 欧洲
- 阿特雷巴特
  - 国王：Verica（15年－40年）
- 卡图维勒尼
  - 国王：Cunobelinus（9年－40年）
- 高加索伊比里亚
  - 国王：米尔达特一世（30年－50年）
- 罗马帝国
  - 皇帝：
    1. 提比略（14年－37年）
    2. 卡利古拉（37年－41年）

### 中东
- 奈巴提亚
  - 国王：Aretas IV Philopatris（前9年－40年）
- 奥斯若恩
  - 国王：Abgar V（13年－50年）
- 安息
  - 国王：阿尔达班三世（10年－38年）

## 出生
- 尼祿王，罗马皇帝
- 约瑟夫，犹太史学家

## 逝世
- 提庇留，罗马皇帝